# موهاوک (آریزونا)

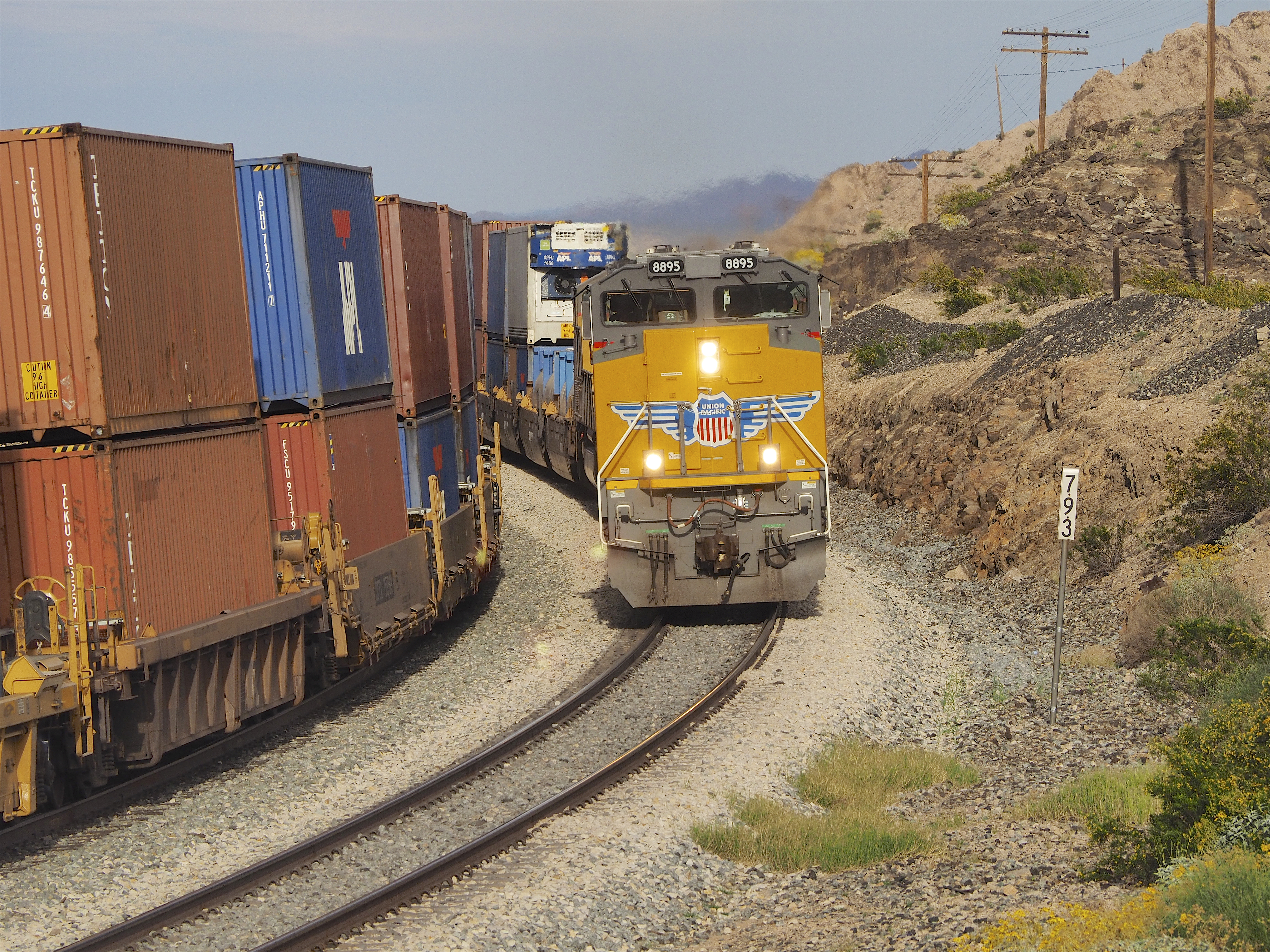
موهاوک

موهاوک (به انگلیسی: Mohawk) یک منطقهٔ مسکونی در ایالات متحده آمریکا است که در شهرستان یوما، آریزونا واقع شده‌است.